# Setenil (stacja kolejowa)
Setenil (hiszp. Estación de Setenil) – stacja kolejowa w miejscowości Setenil de las Bodegas, w prowincji Kadyks, we wspólnocie autonomicznej Andaluzja, w Hiszpanii. Ze względu na swoje położenie, służy także miastu Alcalá del Valle. Jest to jedyna czynna stacja kolejowa w regionie Sierra de Cádiz.
Jest obsługiwana przez pociągi Media Distancia Renfe.

## Położenie stacji
Znajduje się na linii kolejowej Bobadilla-Algeciras w km 53,8, na wysokości 787 m n.p.m., pomiędzy stacjami Almargen-Cañete la Real i Ronda.

## Historia
Stacja została uruchomiona w dniu 7 września 1891 roku wraz z otwarciem linii Ronda-Bobadilla. Prace zostały przeprowadzone przez angielską firmę The Algeciras-Gibraltar Railway Cº. W dniu 1 października 1913 linia została przekazana do Compañía de los Ferrocarriles Andaluces, które obsługiwały linię aż do nacjonalizacji kolei w Hiszpanii w 1941 roku i został stworzony RENFE.
Od 31 grudnia 2004 infrastrukturą kolejową zarządza Adif.

## Linie kolejowe
- Bobadilla – Algeciras

## Połączenia
Stacja jest obsługiwane przez linię 70 Renfe
| Linia MD | Pociągi | Z/kierunek |  | Kierunek/Do |
| -------- | ------- | ---------- |  | ----------- |
| 70       | MD      | Granada    |  | Algeciras   |